# GPS (гурт)
GPS (Джи-пі-ес) — британський гурт напрямку прогресивний рок, який заснували у 2006 р: Джон Пейн (John Payne) — вокал, бас, гітара; Ґатрі Ґовен (Guthrie Govan) — гітари; Джей Шеллен (Jay Schellen) — ударні, перкусія. Ці три музиканти вже працювали разом в супергурті Asia, зокрема над альбомом, що мав би називатися «Architect of Time», коли четвертий учасник цього супергурту Джефф Даунс (Geoff Downes) приєднався до попереднього возз'єднаного складу Asia, чим і зруйнував поточний склад колективу. Тому Пейн, Ґовен і Шеллен повідомили про формування нового гурту в лютому 2006 року з назвою One. Звичайно, після того, як з'ясувалося, що вже існує інший гурт, що називається так само, довелося відразу змінити назву на GPS відповідно до перших літер прізвищ всіх трьох учасників. 
Гурт видав в Європі реліз 10-трекового альбому з назвою «Window to the Soul» на студії «InsideOut» у серпні 2006 р. ; в Північній Америці реліз альбому поступив наступного місяця. Всі треки альбому підписані як Пейн/Шеллен/Ґовен, а клавішні партії альбому та наступного турне зіграв Рьо Окумото («Spock's Beard»). 
Раніше анонсовані від Asia пісні «Written on the Wind», «I Believe in Yesterday» та «Since You've Been Gone» (які мали були з'явитися в альбомі «Architect of Time») Пейн, Ґовен і Шеллен записали разом з Даунсом ще до розколу. Близько половини матеріалу альбому «Window to the Soul» були раніше написані для альбому «Architect of Time».

Паралельно з GPS Пейн, Ґовен, Шеллен та клавішник Ерік Норландер (Erik Norlander) запланували у 2008 році турне з назвою гурту Asia Featuring John Payne.